# Лі Делян
Лі Делян (6 вересня 1972) — китайський стрибун у воду.
Призер Олімпійських Ігор 1988 року.
Переможець літньої Універсіади 1991 року.